# Trinidad González (modelo)
Trinidad González (Macultepec, Tabasco, 1995) es una actriz y modelo transgénero mexicana.Es la primera mujer trans mexicana en tener un papel protagónico en Netflix.
González ha modelado en editoriales internacionales y colaborado en campañas para firmas de moda como Elle, Moschino, Valentino y Vivienne Westwood.

## Carrera
Tras mudarse a Ciudad de México para desarrollar su carrera como modelo, firmó un contrato con la agencia de modelos In The Park Management, para posteriormente firmar con Supa Model Managment. Emigró a Londres, en donde también comenzó su transición. 
En 2024 participó en El secreto del río. A partir de este papel protagónico declaró que:

Es tiempo que la gente vaya viendo la diversidad que necesitamos en la pantalla, porque la gente ya pide ver más historias contadas por la gente correcta y vernos representadas dignamente.

## Filmografía
- El secreto del río (2024)